# Alcelaphus buselaphus tora
L'alcelafo torà (Alcelaphus buselaphus tora Gray, 1873) è una sottospecie di alcelafo originaria del Corno d'Africa. Seguendo la revisione tassonomica di Groves & Grubb (2011), molti autori considerano Alcelaphus tora una specie distinta (Gippoliti, 2023). Il nome deriva dalla parola tigrina torā᾿, con cui l'animale è noto presso i locali.

## Descrizione
L'alcelafo torà è un alcelafo di grandi dimensioni, che presenta un'altezza al garrese di circa 135 cm. La colorazione generale del manto è bruno-rossastra chiara su gran parte del corpo, comprese testa, fronte, parte superiore del posteriore e zampe anteriori. Le zampe posteriori e il ventre hanno colorazione variabile dal biancastro al giallastro, mentre la coda è nera. Le corna si differenziano notevolmente da quelle delle altre sottospecie: molto più sottili e divaricate, formano una specie di lira a bracci allargati.

## Distribuzione e habitat
In passato l'alcelafo torà era diffuso nelle regioni occidentali e sud-occidentali dell'Eritrea, nell'Etiopia nord-occidentale e nelle adiacenti regioni confinanti del Sudan; attualmente sopravvive con un numero esiguo di esemplari nelle savane dell'Eritrea e in alcune località inaccessibili dell'Etiopia, ma è con tutta probabilità scomparso dal Sudan.

## Conservazione
Il torà è la più rara sottospecie di alcelafo. Sono urgentemente necessari degli studi per determinare l'esatta estensione del suo areale e il numero di esemplari, così da sviluppare e incrementare appositi programmi di conservazione. Nel corso di sopralluoghi effettuati in Etiopia occidentale e nord-occidentale nel 2007 non sono state rinvenute prove che indicassero l'esistenza dell'animale nell'area. Nessun esemplare vive in cattività.